# Clara Smith
Clara Smith, född omkring 1894, död 2 februari 1935, var en amerikansk bluessångerska.
Smith var född i South Carolina och uppträdde tidigt på teatrar cirkus och vaudeville. Från slutet av 1910-talet var hon et affischnamn för Lyric Theater i New Orleans,  Louisiana och för Theater Owners Bookers Association.
1923 flyttade hon till New York och uppträdde på cabaréer samtiigt som hon spelade in skivor för Columbia Records. Det blev sammanlagt 122 skivor där hon sjöng tillsammans med artister som Fletcher Henderson och Louis Armstrong.